# Адрес 4000
„Адрес 4000“ e най-известното предаване на пловдивския телевизионен център.
Дълги години то се излъчва по Първа програма на Българската телевизия (впоследствие Канал 1 и БНТ1), след това – само на честотите на БНТ Пловдив. Водещ е Пепа Славчева.
Основната цел на предаването е да предостави възможност за запознанства за самотни хора, но освен обявите, в него се разискват и проблеми като: самотата, брака, любовта и общуването между половете изобщо. „Адрес 4000“ е едно от най-дълго задържалите се на екран предавания в историята на телевизията в България. Стартира през 1987 година, по време на един от важните етапи от развитието на българската телевизия, когато наред с него се подвизава и телевизионната сапунена опера „Робинята Изаура“, приковала вниманието зрителите.